# Amylocorticium indicum
Amylocorticium indicum är en svampart som beskrevs av K.S. Thind & S.S. Rattan 1972. Amylocorticium indicum ingår i släktet Amylocorticium och familjen Amylocorticiaceae.   Inga underarter finns listade i Catalogue of Life.